# Inerrancia bíblica

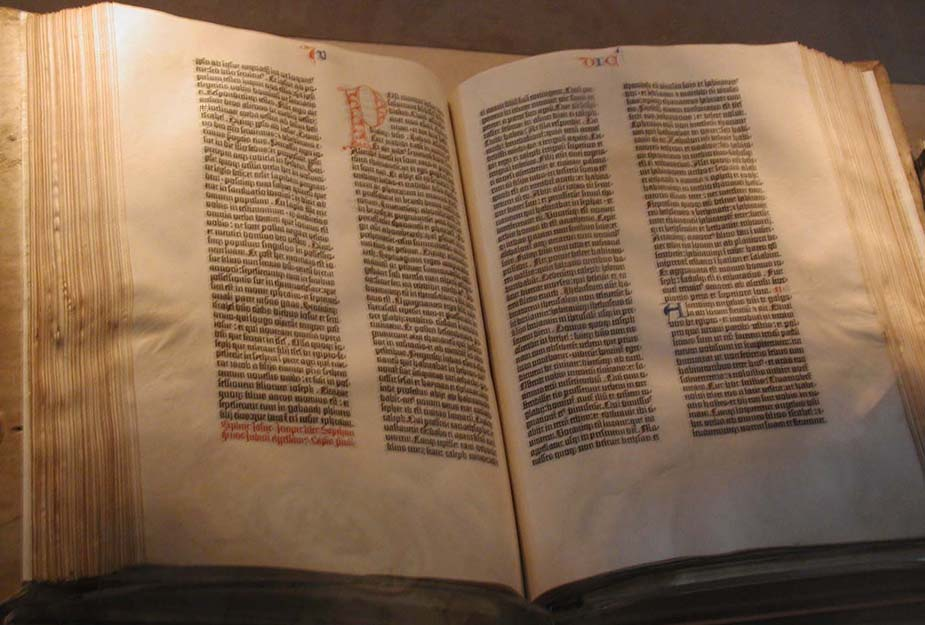
La Biblia de Gutenberg.

En teología cristiana la Inerrancia bíblica es la creencia religiosa de que la Biblia, por ser inspiración divina, está excluida de errores. El término entre teólogos católicos y protestantes se refiere a la carencias de errores en tema de fe o moral, mientras que algunos teólogos evangélicos (principalmente fundamentalistas) entienden que no existen errores en temas de fe, moral, historia y ciencia.

## Doctrina de Inerrancia
El fundamento de esta doctrina estaría en este versículo del apóstol Pablo que declaró a su discípulo Timoteo: Toda la Escritura inspirada por Dios, y útil para enseñar, para corregir, para instruir en justicia, a fin de que el hombre de Dios sea perfecto, enteramente preparado para toda buena obra. (2 Timoteo 3,16)
Para los inerrantistas esta declaración de que las Sagradas Escrituras habían sido inspiradas por Dios mismo, desarrollando esta doctrina basada en simple lógica: si Dios es perfecto, y toda la Biblia fue inspirada por él, por tanto, toda la Biblia es perfecta.

## Historia de la doctrina de inerrancia
El tema de la infalibilidad bíblica surgió en los Estados Unidos en la década de 1970, reimprimiendo polémicas del siglo XIX (inspiración bíblica) y de la década de 1920 (infalibilidad bíblica). A lo largo de la historia del cristianismo, teólogos y exegetas cristianos y judíos interpretaron la Biblia con presupuestos de autoridad, veracidad en su texto y mensaje sin, sin embargo, implicar historicidad, cientificidad y literalismo de manera uniforme a todos los textos bíblicos como prueba de ortodoxia.
Los inerrantistas estadounidenses comenzaron a aplicar el criterio de "todo o nada" a esta doctrina. Temeroso de un "efecto dominó", que la no aceptación de la inerrancia en cada detalle, por ejemplo, cronológico o científico, conduciría a la apostasía. Por tanto, la validez doctrinal o el reconocimiento de la legitimidad de teólogos o grupos cristianos llegó a estar condicionado, en estos círculos inerrantistas, a la suscripción a las proposiciones de este concepto teológico moderno.